# Булгаков, Константин Яковлевич
Константи́н Я́ковлевич Булга́ков (31 декабря 1782 (11 января 1783) — 29 октября (10 ноября) 1835) — русский дипломат и администратор, московский и петербургский почт-директор, управляющий почтовым департаментом, тайный советник. Его обширная переписка, изданная в «Русском архиве», по словам Вяземского, — «стенографическая и животрепещущая история текущего дня».

## Биография
Внебрачный сын крупного дипломата Я. И. Булгакова от француженки Екатерины Эмбер (1752—1809). Родился в Константинополе 31 декабря 1782 (11 января 1783) года, где отец его был чрезвычайным посланником; в 1790 году вместе со старшим братом Александром получил фамилию и герб Булгаковых. Учился в петербургской немецкой школе Святого Петра.
В службу был записан ещё в 1789 году; фактически, начал её в 1797 году, поступив в московский Архив иностранных дел. Пять лет спустя причислен к посольству в Вене, где заслужил расположение как князя А. Б. Куракина, так и графа А. К. Разумовского, доверивших Булгакову секретные дела.
В 1807 году сопровождал Поццо-ди-Борго в Османскую империю, а в 1810—1812 годах состоял правителем дипломатической канцелярии главнокомандующих Молдавской армией графа Каменского и Кутузова. Оба полюбили способного, всегда бодрого и весёлого Булгакова, и первый в своем завещании поручал его покровительству государя, а второй любил говорить: «Когда вижу Булгакова, у меня сердце радуется». Посланный в Константинополь адмиралом Чичаговым, Булгаков блестяще исполнил поручение, достигнув ратификации султаном мирного договора.
В 1813 году К. Я. Булгаков управлял Гродненской губернией, затем состоял при князе П. М. Волконском и графе К. В. Нессельроде, а в день вступления русских войск в Париж находился при Александре I, и ему поручено было принимать прошения; затем сопровождал государя в Лондон и графа Нессельроде на Венский конгресс.

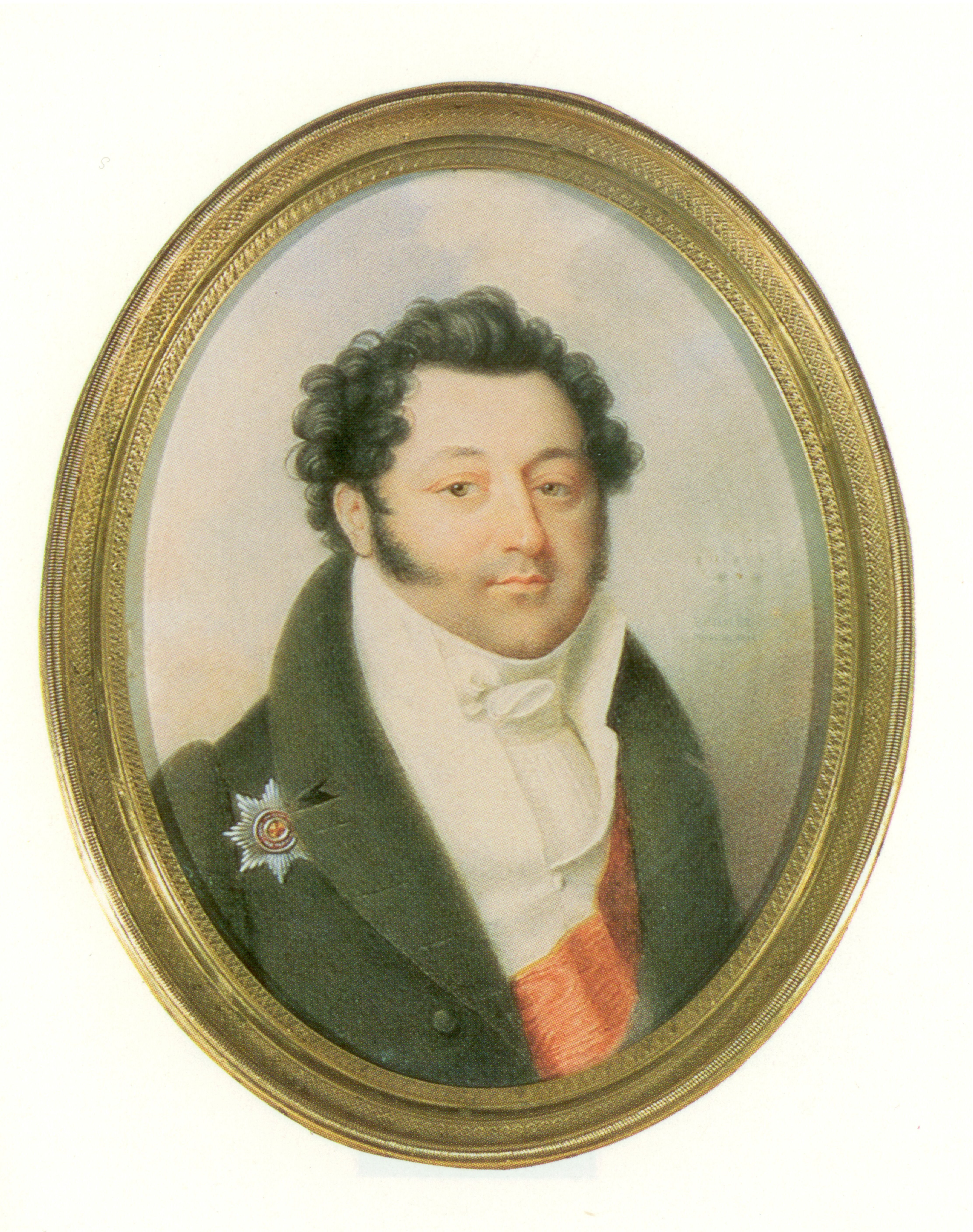
Портрет К. Я. Булгакова работы Ж.-А. Беннера (1818)

В 1816 году незадолго перед тем женившийся Булгаков отказался от места посланника в Дании и был назначен московским почт-директором. В Москве он заслужил всеобщую любовь: почтовые чиновники, провожая его, благодарили за заботы об их нуждах и «всевозможные благодеяния», которые он «возвышал искренним и всегда ободряющим обращением, благосклонными и с отеческой нежностью соединёнными наставлениями».
В 1819 году К. Я. Булгаков был переведён на ту же должность в Петербург, в 1821 году награждён орденом Святого Владимира 2-й степени, в 1826 году произведён в тайные советники, в 1832 году получил Белого Орла. Он сделал много полезного в почтовом деле: ускорил движение корреспонденции, впервые устроил городскую почту, уменьшил таксу, ввёл дилижансы, экстра-почту, заключил конвенцию с Пруссией и пр. Александр I и Николай I, императрицы Мария Фёдоровна и Александра Фёдоровна выражали ему своё благоволение.
В начале 1835 года К. Я. Булгаков выступил как один из учредителей Второго российского страхового от огня общества, благодаря чему Общество получило очень ценную привилегию - его представителями - агентами во многих городах стали почтмейстеры. Его жена Мария Константиновна Булгакова стала и первым страхователем в этом Обществе, купив 1 (13) мая 1835 его страховой полис за номером 1
.
В сентябре 1835 года у Булгакова случился апоплексический удар. Князь А. Н. Голицын сообщал императору, что «врачи успели пустить ему крови три фунта, за уши 50 пиявиц и льду положили на голову, да к брюху 40 пиявиц. Потом еще два раза к брюху пиявицы были приставлены. Теперь ему лучше, но очень слаб и считают, что тихое будет выздоровление». Однако 29 октября (10 ноября) 1835 года Булгаков умер от воспаления в почках, всего 52 лет от роду. Был похоронен в церкви Св. Духа Александро-Невской лавры.
В издании великого князя Николая Михайловича «Русские портреты XVIII и XIX столетий» приводится следующая характеристика К. Я. Булгакова:

 Благодаря своим личным качествам, Булгаков пользовался общей симпатией. Живой и общительный, он и внешностью напоминал старшего брата, но его нравственные правила и убеждения были чище, его сердечность глубже, его доброта чужда своекорыстных соображений. Он был всем доступен и со всеми вежлив, особенно с подчиненными, и он являлся, по словам Вяземского, «средоточием, к которому стекались повсеместные просьбы».

## Семья
Константин Булгаков был женат на румынке Марии Константиновне Варлам (05.04.1796—17.04.1879), дочери валахского вестиария Константина Дмитриевича Варлама и княжны Евфросинии Гика, сестры двух валахских господарей. Мария родилась в Бухаресте и в 1812 году, 16 лет, была помолвлена с Константином Булгаковым, в то время состоявшим правителем дипломатической канцелярии главнокомандующих Молдавской армии. Булгаков писал брату о своей невесте:
…Маша восхищает меня своей невинностью. Она совсем не хорошенькая, но очаровательна и редкой наивности в наше время и особливо в этой стране…Семейство Варлама превосходно. Они держат открытый дом, где мы и собираемся всякий вечер. Ты, должно быть, давно заметил мои чувства к дочери Варлама. Я уверен, что буду счастлив с этим милейшим созданием. Два года я изучал её характер, и я его, так сказать, сформировал, он превосходен. Она не красотка, ей 16 лет, она меня очень любит, и уверяю тебя, что я весьма живо разделяю её чувство… Окончим на том, что мне скоро тридцать лет, и потом, каково моё положение, какие у меня перспективы? Нынче я обеспечен финансово, но по заключении мира моё жалованье уменьшится до 1000 рублей; можно ли жить на такие деньги? Варлам даёт 200 тысяч пиастров приданого за своей дочерью. В любой стране мира это более чем кусок хлеба, это жизнь…С этим состоянием я всегда буду сам себе господин и не буду уж трудиться тогда ради одного пропитания. Главное не упустить счастия, которое посылает мне Небо: женщину, которую я люблю, и состояние, коим мне, быть может, никогда владеть не придется.
По окончании Турецкой войны семейство К. Д. Варлама переселилось в Москву, где и состоялась свадьба дочери с Булгаковым лишь в августе 1814 года, так как жених находился в постоянных отлучках. Воспользовавшись кратковременным отпуском, Булгаков приехал в Москву, женился, а неделю спустя после свадьбы уехал на Венский конгресс. Молодая его жена осталась в Москве и жила у родителей, пока, в 1816 году, Булгаков не был назначен московским почт-директором.
В доме Булгаковых собирались друзья и многочисленные знакомые, чтобы приятно провести время, к Константину же шли за протекцией, с просьбами, за помощью. Жена его в этом случае согласно шла по одному пути с ним и являлась полной его помощницей.Чрезвычайно добрая, она имела веселый и общительный характер и пользовалась также общим расположением. Булгаков был счастлив в своей семейной жизни. Собрания в доме Булгаковых были «биржей животрепещущих новостей», но сам Булгаков был надежным хранителем известных ему тайн. Устраивая у себя благотворительные вечера и лотереи, он любил сам отыскивать бедных и оказывать им помощь.
В 1832 году Мария Константиновна была пожалована в кавалерственные дамы ордена св. Екатерины меньшого креста, a в 1835 году неожиданно лишилась скоропостижно скончавшегося доброго своего мужа. Она пережила его на 44 года и умерла от апоплексического удара в 1879 году. Погребена рядом с мужем в церкви Св. Духа Александро-Невской лавры. В браке Булгаковы имели одного сына и четырёх дочерей:
- Александр (18.11.1816—07.03.1873), генерал-майор, издатель отрывков из записок дяди и автор биографии своего отца.
- Софья (04.05.1818[10]—1902), фрейлина, была замужем за графом Б. А. Перовским (1815—1881), внебрачным сыном А. К. Разумовского.
- Мария (28.04.1823[11]—08.07.1848[12]), крещена 7 мая 1823 года в церкви во имя святых Двенадцати Апостолов при Главном управлении почт и телеграфов при восприемстве дяди К. К. Варлама и Н. В. Булгаковой, фрейлина двора, умерла от чахотки.
- Анна
- Екатерина (22.08.1830[13]— ?), крещена 30 августа 1830 года в церкви Двенадцати апостолов при Почтовом департаменте при восприемстве П. И. Полетики, княгини Е. П. Багратион и сестры Софьи.